# Capitão Feio
Capitão Feio é um personagem da Turma da Mônica, geralmente aparecendo como vilão. Capitão Feio mora nos esgotos, e tenta deixar o mundo sujo e emporcalhado, mas a Mônica e seus amigos sempre acabam com seus planos. Seu primeiro alvo é o sobrinho Cascão, por ser o menino mais sujo do universo, desde então ele tenta acabar com o Cascão para se tornar a pessoa mais suja do universo, mas ocasionalmente tenta convencer Cascão a se unir a seus planos. Seu quarto se localiza embaixo do Parque da Mônica. Água é a única coisa que retira seus poderes. O Capitão Feio odeia o Dia Mundial da Água devido o seu desprezo a água e a limpeza, pois tenta substituir esse dia pelo Dia Mundial da Poluição, mas é impedido pela turminha.

## História
O personagem surgiu em uma peça de teatro em 1972, sendo um tio de Cascão que enlouqueceu. Em sua primeira história em quadrinhos, "Mônica Contra o Capitão Feio", publicada na revista Mônica n° 31, novembro de 1972 (Editora Abril), manteve o parentesco - Capitão Feio se torna sujo ao ser coberto pela poeira de sua coleção de revistas. Em janeiro de 1973, o personagem ganhou destaque quando apareceu na capa da revista Cebolinha n° 1, mas seu retorno nas histórias foi na Mônica n° 39, em julho do mesmo ano (oportunamente chamada "E Novamente… Capitão Feio!"). 
As origens do personagem foram aludidas em "Coelhada nas Estrelas: O Feio Contra-Ataca". Sendo a história uma paródia de O Império Contra-Ataca, na cena satirizando Darth Vader revelando ser pai de Luke Skywalker, Dart Feio revela a Cascão Caiuóqui "Eu sou o irmão do seu pai!", e logo em seguida atira a revistinha Mônica 31 para comprovar. Seu nome verdadeiro é Feitoso Araújo.
Capitão Feio é o antagonista principal dos dois jogos da Turma da Mônica para o Sega Master System, porém em Mônica no Castelo do Dragão ele não aparece. Em Turma da Mônica em O Resgate, Capitão Feio é o último chefe, assim como em Turma da Mônica na Terra dos Monstros para Mega Drive. Em 2010 participou do desenho Turma da Mônica Contra o Capitão Feio, considerado um dos únicos episódios em desenho com o Capitão Feio.
Em 2018, a linha de graphic novels Graphic MSP lançou um livro estrelado pelo vilão, Capitão Feio: Identidade, por Magno e Marcelo Costa.
Turma da Mônica - A Série incluiu Fernando Caruso como o personagem.